# Oeuvre van Agatha Christie

Herdenkingsplaat aan een buitenmuur van Torre Abbey, Torquay

Dit is de bibliografie van Agatha Christie.

## Volledig werk
| Jaar | Originele titel                                                                      | Nederlandse titel                                                                                                | Opmerkingen       |
| ---- | ------------------------------------------------------------------------------------ | --- | ----------------- |
| 1920 | The Mysterious Affair at Styles                                                      | De onschuldige moordenaar (1932) De zaak Styles (1966)                                                           | Poirot            |
| 1922 | The Secret Adversary                                                                 | De geheime tegenstander (1925)                                                                                   | Tommy en Tuppence |
| 1923 | Murder on the Links Ook: The murder on the Links                                     | De moord op het golf-terrein (1936), Moord op de golflinks (1952)                                                | Poirot            |
| 1924 | Poirot Investigates (korte verhalen)                                                 | Uit Poirots praktijk (1949)                                                                                      | Poirot            |
| 1924 | The Man in the Brown Suit                                                            | De man in het bruine pak (1931)                                                                                  | Colonel Race      |
| 1924 | The Road of Dreams                                                                   | Niet gepubliceerd in het Nederlands                                                                              | Gedichten         |
| 1925 | The Secret of Chimneys                                                               | Het geheim van de zeven schoorstenen (1938) Het mysterieuze manuscript (1974)                                    | Battle            |
| 1926 | The Murder of Roger Ackroyd                                                          | De moord op Roger Ackroyd (1927)                                                                                 | Poirot            |
| 1927 | The Big Four                                                                         | De grote vier (1931)                                                                                             | Poirot            |
| 1928 | The Mystery of the Blue Train                                                        | Het geheim van den "train bleu" (1929) Het geheim van de blauwe trein (1969)                                     | Poirot            |
| 1929 | The Seven Dials Mystery                                                              | Het geheim van de zeven wijzerplaten (1931) De zeven wijzerplaten (1967)                                         | Battle            |
| 1929 | Partners in Crime (korte verhalen)                                                   | De wrekers (1930) Deelgenoten in de misdaad (1974)                                                               | Tommy en Tuppence |
| 1930 | The Mysterious Mr Quin (korte verhalen)                                              | De geheimzinnige Mr. Quin (1934)                                                                                 | Quin              |
| 1930 | The Murder at the Vicarage                                                           | Moord in de pastorie (1934)                                                                                      | Miss Marple       |
| 1930 | Giant's Bread als Mary Westmacott                                                    | Niet gepubliceerd in het Nederlands                                                                              | Roman             |
| 1931 | The Sittaford Mystery Ook: The Murder at Hazelmoor                                   | Duister Sittaford (1932) Het mysterie van Sittaford (1976)                                                       | Trefusis          |
| 1931 | The Floating Admiral met andere schrijvers                                           | Dood van een admiraal (1983)                                                                                     | Detection Club    |
| 1932 | Peril at End House                                                                   | Moord onder vuurwerk (1951)                                                                                      | Poirot            |
| 1932 | The Thirteen Problems (korte verhalen) Ook: The Tuesday Club Murders                 | Miss Marple en haar dertien problemen (1956) Miss Marple en haar 13 problemen (1973)                             | Miss Marple       |
| 1933 | Lord Edgware Dies Ook: Thirteen at Dinner                                            | Lord Edgware sterft (1934)                                                                                       | Poirot            |
| 1933 | The Hound of Death and Other Stories (korte verhalen)                                | verhalen opgenomen in drie verschillende bundels                                                                 |                   |
| 1934 | Murder on the Orient Express Ook: Murder in the Calais Coach                         | De ingesneeuwde slaapwagon (1937) Moord in de Oriënt-Expres (1959)                                               | Poirot            |
| 1934 | The Listerdale Mystery (korte verhalen)                                              | Het Listerdale-mysterie (1934)                                                                                   |                   |
| 1934 | Why Didn't They Ask Evans? Ook: The Boomerang Clue                                   | Waarom Evans niet? (1964)                                                                                        | Jones             |
| 1934 | Parker Pyne Investigates (korte verhalen) Ook: Mr. Parker Pyne, detective            | Het gelukskantoor (1936) De man die geluk bracht (1964) Mr. Parker Pyne, detective (1988) Mr. Parker Pyne (1992) | Pyne              |
| 1934 | Unfinished Portrait als Mary Westmacott                                              | Onvoltooid portret (1972)                                                                                        | Roman             |
| 1935 | Three Act Tragedy Ook: Murder in Three Acts                                          | Drama in drie bedrijven (1935)                                                                                   | Poirot            |
| 1935 | Death in the Clouds Ook: Death in the Air                                            | Poirot's vliegtocht (1936) Moord in het vliegtuig (1965)                                                         | Poirot            |
| 1936 | The ABC Murders                                                                      | Het ABC-mysterie (1936)                                                                                          | Poirot            |
| 1936 | Murder in Mesopotamia                                                                | Moord in Mesopotamië (1954)                                                                                      | Poirot            |
| 1936 | Cards on the Table                                                                   | Poirot speelt bridge (1937)                                                                                      | Poirot            |
| 1937 | Murder in the Mews (korte verhalen) Ook: Dead Man's Mirror                           | Driehoek op Rhodos (1956)                                                                                        | Poirot            |
| 1937 | Dumb Witness Ook: Poirot loses a Client                                              | Brief van een dode (1951)                                                                                        | Poirot            |
| 1937 | Death on the Nile                                                                    | Moord op de Nijl (1937)                                                                                          | Poirot            |
| 1938 | Appointment with Death                                                               | Ontmoeting met den dood (1939) Dood van een huistiran (1965)                                                     | Poirot            |
| 1938 | Hercule Poirot's Christmas Ook: Murder for Christmas                                 | Kerst-tragedie (1941) Kerstmis van Poirot (1963)                                                                 | Poirot            |
| 1939 | Murder is Easy Ook: Easy to Kill                                                     | Is moord kinderspel? (1941) Moord is kinderspel (1964)                                                           | Battle            |
| 1939 | The Regatta Mystery (korte verhalen)                                                 | Het Regatta-mysterie (1974)                                                                                      |                   |
| 1939 | Ten Little Niggers Ook: And Then There Were None                                     | Tien kleine negertjes (1948) En toen waren er nog maar (2004)                                                    | Sir Legge         |
| 1940 | Sad Cypress                                                                          | Schuldig in eigen ogen (1951)                                                                                    | Poirot            |
| 1940 | One, Two, Buckle My Shoe Ook: The Patriotic Murders                                  | Moord in de martelstoel (1950)                                                                                   | Poirot            |
| 1941 | Evil Under the Sun                                                                   | Kwaad onder de zon (1947) Overal is de duivel (1948)                                                             | Poirot            |
| 1941 | N Or M?                                                                              | N of M? (1950)                                                                                                   | Tommy en Tuppence |
| 1942 | The Body in the Library                                                              | Dood van een danseres (1949)                                                                                     | Miss Marple       |
| 1943 | Five Little Pigs Ook: Murder in Retrospect                                           | Vijf kleine biggetjes (1949)                                                                                     | Poirot            |
| 1943 | The Moving Finger                                                                    | De giftige pen (1949)                                                                                            | Miss Marple       |
| 1944 | Towards Zero                                                                         | De moordenaar droeg blauw (1948) Ook: Zij moest gehangen worden                                                  | Battle            |
| 1944 | Absent in the Spring als Mary Westmacott                                             | Niet gepubliceerd in het Nederlands                                                                              | Roman             |
| 1944 | Death Comes as the End                                                               | En het einde is de dood (1954)                                                                                   | Hori              |
| 1945 | Sparkling Cyanide Ook: Remembered Death                                              | Bruisende drank (1950) Sprankelend blauwzuur (1976)                                                              | Colonel Race      |
| 1946 | Poirot Knows the Murderer (korte verhalen)                                           | verhalen opgenomen in verschillende bundels                                                                      | Poirot            |
| 1946 | Come Tell Me How You Live als Agatha Christie Mallowan                               | Speuren naar het verleden (2002)                                                                                 | autobiografie     |
| 1946 | The Hollow                                                                           | De laagte (1948)                                                                                                 | Poirot            |
| 1947 | The Labours of Hercules (korte verhalen)                                             | De werken van Hercules (1952)                                                                                    | Poirot            |
| 1948 | The Rose and the Yew Tree als Mary Westmacott                                        | Niet gepubliceerd in het Nederlands                                                                              | Roman             |
| 1948 | Taken at the Flood Ook: There is a Tide...                                           | De moordenaar waagt een gokje (1957) Ook: De moordenaar waagt een gok (1976)                                     | Poirot            |
| 1948 | The Witness for the Prosecution (korte verhalen) Ook: Witness for the Prosecution    | Getuige à charge (1958)                                                                                          |                   |
| 1949 | Crooked House                                                                        | Het kromme huis (1962)                                                                                           | Hayward           |
| 1950 | Three Blind Mice and Other Stories (korte verhalen)                                  | De muizeval en andere verhalen (1963)                                                                            | alleen USA        |
| 1950 | A Murder is Announced                                                                | Wie adverteert een moord! (1951)                                                                                 | Miss Marple       |
| 1951 | They Came to Baghdad                                                                 | Rally naar Bagdad (1952)                                                                                         | Jones             |
| 1951 | The Under Dog and Other Stories (korte verhalen)                                     | | alleen USA        |
| 1952 | Mrs McGinty's Dead                                                                   | Poirot komt terug (1952)                                                                                         | Poirot            |
| 1952 | They Do It With Mirrors Ook: Murder with Mirrors                                     | Een goochelaarstruc (1953)                                                                                       | Miss Marple       |
| 1952 | A Daughter's a Daughter                                                              | Gebroken verhouding (1973)                                                                                       | Roman             |
| 1953 | After the Funeral Ook: Funerals are Fatal                                            | Na de begrafenis (1953)                                                                                          | Poirot            |
| 1953 | A Pocket Full of Rye                                                                 | Een handvol rogge (1954)                                                                                         | Miss Marple       |
| 1954 | Destination Unknown Ook: So Many Steps to Death                                      | Met onbekende bestemming (1955)                                                                                  |                   |
| 1955 | Hickory Dickory Dock Ook: Hickory Dickory Death                                      | Moord in het studentenhuis (1956)                                                                                | Poirot            |
| 1956 | Dead Man's Folly                                                                     | Zoek de moordenaar (1957)                                                                                        | Poirot            |
| 1956 | The Burden                                                                           | In naam der liefde (1974)                                                                                        | Roman             |
| 1957 | 4.50 from Paddington Ook: What Mrs McGillicuddy Saw!                                 | Trein 16.50 (1958)                                                                                               | Miss Marple       |
| 1958 | Ordeal by Innocence                                                                  | Doem der verdenking (1974)                                                                                       |                   |
| 1959 | Cat Among the Pigeons                                                                | Een kat tussen de duiven (1960)                                                                                  | Poirot            |
| 1960 | The Adventure of the Christmas Pudding (and a Selection of Entrees) (korte verhalen) | Avontuur met een kerstpudding (1961)                                                                             | Poirot Marple     |
| 1961 | Double Sin and Other Stories (korte verhalen)                                        | | alleen USA        |
| 1961 | The Pale Horse                                                                       | Het paard van Troje (1947), Het vale paard (1962)                                                                |                   |
| 1962 | The Mirror Crack'd from Side to Side Ook: The Mirror Crack'd                         | De spiegel barstte (1965)                                                                                        | Miss Marple       |
| 1963 | The Clocks                                                                           | De vier klokken (1965)                                                                                           | Poirot            |
| 1964 | A Caribbean Mystery                                                                  | Miss Marple met vakantie (1965)                                                                                  | Miss Marple       |
| 1965 | Surprise! Surprise! (korte verhalen)                                                 | | alleen USA        |
| 1965 | At Bertram's Hotel                                                                   | In hotel Bertram (1966)                                                                                          | Miss Marple       |
| 1965 | Star over Bethlehem and other Stories als Agatha Christie Mallowan                   | Ster boven Bethlehem (gedichten en verhalen) (1994)                                                              |                   |
| 1966 | Thirteen for Luck! (korte verhalen)                                                  | verhalen opgenomen in verschillende bundels                                                                      |                   |
| 1966 | Third Girl                                                                           | Het derde meisje (1967)                                                                                          | Poirot            |
| 1966 | Endless Night                                                                        | De eindeloze nacht (1968)                                                                                        |                   |
| 1968 | By the Pricking of my Thumbs                                                         | De pop in de schoorsteen (1969)                                                                                  | Tommy en Tuppence |
| 1969 | Hallowe'en Party                                                                     | De versierde bezemsteel (1970)                                                                                   | Poirot            |
| 1970 | Passenger to Frankfurt                                                               | Passagier voor Frankfurt (1970)                                                                                  |                   |
| 1971 | The Golden Ball and Other Stories (korte verhalen)                                   | | Alleen USA        |
| 1971 | Nemesis                                                                              | De wraakgodin (1971)                                                                                             | Miss Marple       |
| 1972 | Elephants Can Remember                                                               | Een olifant vergeet niet gauw (1972)                                                                             | Poirot            |
| 1973 | Poems                                                                                | niet gepubliceerd in het Nederlands                                                                              | Gedichten         |
| 1973 | Postern of Fate                                                                      | Moord in de bibliotheek (1973)                                                                                   | Tommy en Tuppence |
| 1974 | Poirot's Early Cases (korte verhalen)                                                | verhalen opgenomen in verschillende bundels, zoals Het wespennest (1957)                                         | Poirot            |
| 1975 | Curtain: Poirot's Last Case                                                          | Het doek valt (1975)                                                                                             | Poirot            |
| 1976 | Sleeping Murder                                                                      | Moord uit het verleden (1976)                                                                                    | Miss Marple       |
| 1977 | An Autobiography (Memoires)                                                          | Mijn leven en werk (1977)                                                                                        | autobiografie     |
| 1979 | Miss Marple's Final Cases and Two Other Stories (Korte verhalen)                     | verhalen opgenomen in verschillende bundels                                                                      |                   |
| 1983 | The Scoop and Behind the Screen met andere schrijvers                                | Een moordprimeur - Het kamerscherm (1983)                                                                        | Detection Club    |
| 1991 | Problem at Pollensa Bay and Other Stories (korte verhalen)                           | verhalen m.u.v. Harlequin Tea Set opgenomen in verschillende bundels                                             |                   |
| 1997 | The Harlequin Tea Set (korte verhalen)                                               | | alleen USA        |
| 1997 | While the Light Lasts (korte verhalen)                                               | Zolang het licht is (1998)                                                                                       |                   |
| 2014 | Hercule Poirot and the Greenshore Folly (1954)                                       | | postuum           |
| 2016 | Agatha Christie's Complete Secret Notebooks (met vier korte verhalen)                | | postuum           |

## Korte verhalen
Hieronder volgt een chronologisch overzicht van de korte verhalen van Agatha Christie en de bundels waarin ze verschenen zijn. Veel korte verhalen zijn ook in vijflingen opgenomen. 

| Nr  | Jaar | Originele titel                                                                   | Nederlandse titel                                                      | bundel NL                        | bundel VK                              | Eerste publicatie                                                                     |
| --- | ---- | --------------------------------------------------------------------------------- | ---------------------------------------------------------------------- | -------------------------------- | -------------------------------------- | ------------------------------------------------------------------------------------- |
| 1   | 1923 | The Affair at the Victory Ball                                                    | Commedia dell'arte                                                     | 4e vijfling                      | Poirot’s Early Cases                   | The Sketch, 7 maart 1923 (#1571)                                                      |
| 2   | 1923 | The Jewel Robbery at the Grand Metropolitan                                       | De juwelendiefstal in de Grand Metropolitan                            | Uit Poirots praktijk             | Poirot Investigates                    | The Sketch, 14 maart 1923 (#1572)                                                     |
| 3   | 1923 | The King of Clubs                                                                 | De klaverheer                                                          | Het wespennest                   | Poirot’s Early Cases                   | The Sketch, 21 maart 1923 (#1573)                                                     |
| 4   | 1923 | The Disappearance of Mr. Davenheim                                                | Meneer Davenheims verdwijning                                          | Uit Poirots praktijk             | Poirot Investigates                    | The Sketch, 28 maart 1923 (#1574)                                                     |
| 5   | 1923 | The Plymouth Express                                                              | De Plymouth-expres                                                     | Jane zoekt een baan              | Poirot’s Early Cases                   | The Sketch, 4 april 1923 (#1575)                                                      |
| 6   | 1923 | The Adventure of “The Western Star”                                               | Het avontuur met de Avondster                                          | Uit Poirots praktijk             | Poirot Investigates                    | The Sketch, 11 april 1923 (#1576)                                                     |
| 7   | 1923 | The Tragedy at Marsdon Manor                                                      | Het drama op kasteel Marsdon                                           | Uit Poirots praktijk             | Poirot Investigates                    | The Sketch, 18 april 1923 (#1577)                                                     |
| 8   | 1923 | The Kidnapped Prime Minister                                                      | De eerste minister ontvoerd                                            | Uit Poirots praktijk             | Poirot Investigates                    | The Sketch, 25 april 1923 (#1578)                                                     |
| 9   | 1923 | The Actress                                                                       | De actrice (Lijk op bestelling)                                        | Zolang het licht is              | While the Light Lasts                  | The Novel Magazine, mei 1923 (#218)                                                   |
| 10  | 1923 | The Million Dollar Bond Robbery                                                   | Een miljoen dollar aan obligaties                                      | Uit Poirots praktijk             | Poirot Investigates                    | The Sketch, 2 mei 1923 (#1579)                                                        |
| 11  | 1923 | The Adventure of the Cheap Flat                                                   | De geschiedenis van de goedkope flat                                   | Uit Poirots praktijk             | Poirot Investigates                    | The Sketch, 9 mei 1923 (#1580)                                                        |
| 12  | 1923 | The Mystery of Hunter’s Lodge                                                     | Het geheim van het jachthuis                                           | Uit Poirots praktijk             | Poirot Investigates                    | The Sketch, 16 mei 1923 (#1581)                                                       |
| 13  | 1923 | The Chocolate Box                                                                 | De minister die niet van de bonbons af kon blijven                     | Uit Poirots praktijk             | Poirot’s Early Cases                   | The Sketch, 23 mei 1923 (#1582)                                                       |
| 14  | 1923 | The Adventure of the Egyptian Tomb                                                | Het Egyptische koningsgraf                                             | Uit Poirots praktijk             | Poirot Investigates                    | The Sketch, 26 september 1923 (#1600)                                                 |
| 15  | 1923 | The Veiled Lady                                                                   | De gesluierde dame                                                     | Uit Poirots praktijk             | Poirot’s Early Cases                   | The Sketch, 3 oktober 1923 (#1601)                                                    |
| 16  | 1923 | The Adventure of Johnnie Waverly                                                  | Het avontuur van Johnny Waverly                                        | De muizeval en andere verhalen   | Poirot’s Early Cases                   | The Sketch, 10 oktober 1923 (#1602)                                                   |
| 17  | 1923 | The Market Basing Mystery                                                         | Mysterie in Market Basing                                              | Het wespennest                   | Poirot’s Early Cases                   | The Sketch, 17 oktober 1923 (#1603)                                                   |
| 18  | 1923 | The Adventure of the Italian Nobleman                                             | Het avontuur met de Italiaanse graaf                                   | Uit Poirots praktijk             | Poirot Investigates                    | The Sketch, 24 oktober 1923 (#1604)                                                   |
| 19  | 1923 | The Case of the Missing Will                                                      | Het verborgen testament                                                | Uit Poirots praktijk             | Poirot Investigates                    | The Sketch, 31 oktober 1923 (#1605)                                                   |
| 20  | 1923 | The Submarine Plans                                                               | Onvertaald                                                             |                                  | Poirot’s Early Cases                   | The Sketch, 7 november 1923 (#1606)                                                   |
| 21  | 1923 | The Adventure of the Clapham Cook                                                 | Verdwijning in Clapham                                                 | Het wespennest                   | Poirot’s Early Cases                   | The Sketch, 14 november 1923 (#1607)                                                  |
| 22  | 1923 | The Lost Mine                                                                     | Het geheim van de dode Chinees                                         | Uit Poirots praktijk             | Poirot’s Early Cases                   | The Sketch, 21 november 1923 (#1608)                                                  |
| 23  | 1923 | The Cornish Mystery                                                               | Poirot komt te laat                                                    | Jane zoekt een baan              | Poirot’s Early Cases                   | The Sketch, 28 november 1923 (#1609)                                                  |
| 24  | 1923 | The First Wish                                                                    | De dochter van de dominee/het rode huis                                | Deelgenoten in de misdaad        | Partners in Crime                      | The Grand Magazine, december 1923 (#226)                                              |
| 25  | 1923 | The Double Clue                                                                   | Een handvol juwelen                                                    | Jane zoekt een baan              | Poirot’s Early Cases                   | The Sketch, 4 december 1923 (#1610)                                                   |
| 26  | 1923 | Christmas Adventure                                                               | Kerstavontuur (korte versie, zie verhaal 167)                          | Zolang het licht is              | While the Light Lasts                  | The Sketch, 11 december 1923 (#1611)                                                  |
| 27  | 1923 | The LeMesurier Inheritance                                                        | De oudste zoon                                                         | Het wespennest                   | Poirot’s Early Cases                   | The Sketch, 18 december 1923 (#1612)                                                  |
| 28  | 1923 | The Man who knew                                                                  | (nog) niet vertaald                                                    | (nog) niet verschenen in NL      | Agatha Christie’s Secret Notebooks     | niet gepubliceerd in 1923                                                             |
| 29  | 1924 | The Unexpected Guest                                                              | De onverwachte gast/ De man uit het gesticht                           | De grote vier                    | The Big Four                           | The Sketch, 2 januari 1924 (#1614)                                                    |
| 30  | 1924 | The Adventure of the Dartmoor Bungalow                                            | We horen meer over Li Chang Yen/ Het belang van een schapebout         | De grote vier                    | The Big Four                           | The Sketch, 9 januari 1924 (#1615)                                                    |
| 31  | 1924 | The Lady on the Stairs                                                            | Verdwijning van een geleerde/ De vrouw op de trap                      | De grote vier                    | The Big Four                           | The Sketch, 16 januari 1924 (#1616)                                                   |
| 32  | 1924 | The Radium Thieves                                                                | De radiumdieven                                                        | De grote vier                    | The Big Four                           | The Sketch, 23 januari 1924 (#1617)                                                   |
| 33  | 1924 | In the House of the Enemy                                                         | In het huis van de vijand                                              | De grote vier                    | The Big Four                           | The Sketch, 30 januari 1924 (#1618)                                                   |
| 34  | 1924 | The Girl in the Train                                                             | Het meisje in de trein                                                 | Het Listerdale mysterie          | The Listerdale Mystery                 | The Grand Magazine, februari 1924 (#228)                                              |
| 35  | 1924 | The Yellow Jasmine Mystery                                                        | Het geheim van de gele jasmijn/ Onderzoek te Croftlands                | De grote vier                    | The Big Four                           | The Sketch, 6 februari 1924 (#1619)                                                   |
| 36  | 1924 | The Chess Problem                                                                 | Een schaakprobleem                                                     | De grote vier                    | The Big Four                           | The Sketch, 13 februari 1924 (#1620)                                                  |
| 37  | 1924 | The Baited Trap                                                                   | Het lokaas/ De muis loopt in de val                                    | De grote vier                    | The Big Four                           | The Sketch, 20 februari 1924 (#1621)                                                  |
| 38  | 1924 | The Adventure of the Peroxide Blonde                                              | De geblondeerde vrouw                                                  | De grote vier                    | The Big Four                           | The Sketch, 27 februari 1924 (#1622)                                                  |
| 39  | 1924 | The Coming of Mr Quin                                                             | De komst van meneer Quin                                               | De geheimzinnige Mr Quin         | The Mysterious Mr. Quin                | The Grand Magazine, maart 1924 (#229)                                                 |
| 40  | 1924 | The Terrible Catastrophe                                                          | De vreselijke catastrofe                                               | De grote vier                    | The Big Four                           | The Sketch, 5 maart 1924 (#1623)                                                      |
| 41  | 1924 | The Dying Chinaman                                                                | De stervende Chinees                                                   | De grote vier                    | The Big Four                           | The Sketch, 12 maart 1924 (#1624)                                                     |
| 42  | 1924 | The Crag in the Dolomites                                                         | Nummer Vier wint een slag/ In het rotslabyrint                         | De grote vier                    | The Big Four                           | The Sketch, 19 maart 1924 (#1625)                                                     |
| 43  | 1924 | While the Light Lasts                                                             | Zolang het licht is                                                    | Zolang het licht is              | While the Light Lasts                  | The Novel Magazine, april 1924 (#229)                                                 |
| 44  | 1924 | The Red Signal                                                                    | Het rode sein                                                          | Getuige à charge                 | The Hound of Death                     | The Grand Magazine, juni 1924 (#232)                                                  |
| 45  | 1924 | The Mystery of the Blue Jar                                                       | Het geheim van de blauwe vaas                                          | Getuige à charge                 | The Hound of Death                     | The Grand Magazine, juli 1924 (#233)                                                  |
| 46  | 1924 | Mr Eastwood’s Adventure                                                           | Het avontuur van meneer Eastwood                                       | Het Listerdale-mysterie          | The Listerdale Mystery                 | The Novel Magazine, augustus 1924                                                     |
| 47  | 1924 | Jane in Search of a Job                                                           | Jane zoekt een baan                                                    | Jane zoekt een baan              | The Listerdale Mystery                 | The Grand Magazine, augustus 1924 (#234)                                              |
| 48  | 1924 | Publicity                                                                         | Het internationaal detectivebureau                                     | Deelgenoten in de misdaad        | Partners in Crime                      | The Sketch, 24 september 1924 (#1652)                                                 |
| 49  | 1924 | The Shadow on the Glass                                                           | De schaduw op de ruit                                                  | De geheimzinnige Mr. Quin        | The Mysterious Mr. Quin                | The Grand Magazine, oktober 1924 (#236)                                               |
| 50  | 1924 | The Affair of the Pink Pearl                                                      | Het schouderklopje van inspecteur Marriot                              | Deelgenoten in de misdaad        | Partners in Crime                      | The Sketch, 1 oktober 1924 (#1653).                                                   |
| 51  | 1924 | Finessing the King                                                                | De heer snijden                                                        | Deelgenoten in de misdaad        | Partners in Crime                      | The Sketch, 8 oktober 1924 (#1654)                                                    |
| 52  | 1924 | The Case of the Missing Lady                                                      | De verdwenen verloofde                                                 | Deelgenoten in de misdaad        | Partners in Crime                      | The Sketch, 15 oktober 1924 (#1655).                                                  |
| 53  | 1924 | The Case of the Sinister Stranger                                                 | De sinistere vreemdeling                                               | Deelgenoten in de misdaad        | Partners in Crime                      | The Sketch, 22 oktober 1924 (#1656)                                                   |
| 54  | 1924 | The Sunninghall Mystery                                                           | Het Sunningdale mysterie                                               | Deelgenoten in de misdaad        | Partners in Crime                      | The Sketch, 29 oktober 1924 (#1657)                                                   |
| 55  | 1924 | Philomel Cottage                                                                  | Het heilzame vergif (Huize Filomeel)                                   | Getuige à charge                 | The Listerdale Mystery                 | The Grand Magazine, november 1924 (#237)                                              |
| 56  | 1924 | The House of Lurking Death                                                        | Het huis van de loerende dood                                          | Deelgenoten in de misdaad        | Partners in Crime                      | The Sketch, 5 november 1924 (#1658).                                                  |
| 57  | 1924 | The Matter of the Ambassador’s Boots                                              | De schoenen van de gezant                                              | Deelgenoten in de misdaad        | Partners in Crime                      | The Sketch, 12 november 1924 (#1659)                                                  |
| 58  | 1924 | The Affair of the Forged Notes                                                    | De ritselaar                                                           | Deelgenoten in de misdaad        | Partners in Crime                      | The Sketch, 19 november 1924 (#1660)                                                  |
| 59  | 1924 | Blindman’s Buff                                                                   | Blindemannetje spelen                                                  | Deelgenoten in de misdaad        | Partners in Crime                      | The Sketch, 26 november 1924 (#1661)                                                  |
| 60  | 1924 | The Manhood of Edward Robinson                                                    | Edward Robinson wordt een man                                          | Het Listerdale-mysterie          | The Listerdale Mystery                 | The Grand Magazine, december 1924 (#238)                                              |
| 61  | 1924 | The Man in the Mist                                                               | De man in de mist                                                      | Deelgenoten in de misdaad        | Partners in Crime                      | The Sketch, 3 december 1924 (#1662)                                                   |
| 62  | 1924 | The Man who was Number Sixteen                                                    | De man die no. 16 was                                                  | Deelgenoten in de misdaad        | Partners in Crime                      | The Sketch, 10 december 1924 (#1663)                                                  |
| 63  | 1925 | The Witness for the Prosecution                                                   | Getuige à charge                                                       | Getuige à charge                 | The Hound of Death                     | in VS, in Flynn’s Weekly, januari 31 1925 (als ‘Traitor’s Hands’)                     |
| 64  | 1925 | The Sign in the Sky                                                               | Het teken aan de hemel                                                 | De geheimzinnige Mr. Quin        | The Mysterious Mr. Quin                | The Grand Magazine, juli 1925 (#245)                                                  |
| 65  | 1925 | Within a Wall                                                                     | Binnen een muur                                                        | Zolang het licht is              | While the Light Lasts                  | Royal Magazine, oktober 1925 (#324)                                                   |
| 66  | 1925 | At the Bells and Motley                                                           | In 'De Bellen en het Narrenpak'                                        | De geheimzinnige Mr. Quin        | The Mysterious Mr. Quin                | The Grand Magazine, november 1925 (#249)                                              |
| 67  | 1925 | The Fourth Man                                                                    | De vierde man                                                          | Getuige à charge                 | The Hound of Death                     | The Grand Magazine, december 1925 (#250)                                              |
| 68  | 1925 | The Listerdale Mystery                                                            | Het Listerdale-mysterie                                                | Het Listerdale-mysterie          | The Listerdale Mystery                 | The Grand Magazine, december 1925 (#250)                                              |
| 69  | 1926 | The House of Dreams                                                               | Het huis van dromen                                                    | Zolang het licht is              | While the Light Lasts                  | Sovereign, januari 1926 (#74)                                                         |
| 70  | 1926 | SOS                                                                               | S.O.S.                                                                 | Getuige à charge                 | The Hound of Death                     | The Grand Magazine, februari 1926 (#252)                                              |
| 71  | 1926 | Magnolia Blossom                                                                  | Faillissement in duplo                                                 | Het Regatta mysterie             | Problem at Pollensa Bay                | Royal Magazine, maart 1926 (#329)                                                     |
| 72  | 1926 | The Under Dog                                                                     | De getergde                                                            | Avontuur met een kerstpudding    | The Adventure of the Christmas Pudding | in VS in The Mystery Magazine, april 1926.                                            |
| 73  | 1926 | Four and Twenty Blackbirds                                                        | Een portie bramentaart                                                 | Avontuur met een kerstpudding    | The Adventure of the Christmas Pudding | in VS in The Mystery Magazine, april 1926.                                            |
| 74  | 1926 | The Lonely God                                                                    | De eenzame god                                                         | Zolang het licht is              | While the Light Lasts                  | Royal Magazine, juli 1926 (#333)                                                      |
| 75  | 1926 | The Rajah’s Emerald                                                               | De smaragd van de radja                                                | Het Listerdale-mysterie          | The Listerdale Mystery                 | Red Magazine, 30 juli 1926 (#420)                                                     |
| 76  | 1926 | Swan Song                                                                         | Zwanezang                                                              | Het Listerdale-mysterie          | The Listerdale Mystery                 | The Grand Magazine, september 1926 (#259)                                             |
| 77  | 1926 | Wireless                                                                          | Het testament                                                          | Getuige à charge                 | The Hound of Death                     | Sunday Chronicle Annual, december 1926                                                |
| 78  | 1926 | The Love Detectives                                                               | In naam der liefde                                                     | Jane zoekt een baan              | Problem at Pollensa Bay                | The Story-Teller, december 1926 (#236)                                                |
| 79  | 1927 | The Soul of the Croupier                                                          | De ziel van de croupier                                                | De geheimzinnige Mr. Quin        | The Mysterious Mr. Quin                | The Story-Teller, januari 1927 (#237)                                                 |
| 80  | 1927 | The World’s End                                                                   | Het einde van de wereld                                                | De geheimzinnige Mr. Quin        | The Mysterious Mr. Quin                | The Story-Teller, februari 1927 (#238)                                                |
| 81  | 1927 | The Edge                                                                          | De afgrond                                                             | Zolang het licht is              | While the Light Lasts                  | Pearson’s Magazine, februari 1927 (#374)                                              |
| 82  | 1927 | The Voice in the Dark                                                             | De stem in het donker                                                  | De geheimzinnige Mr. Quin        | The Mysterious Mr. Quin                | The Story-Teller, maart 1927 (#239)                                                   |
| 83  | 1927 | The Last Seance                                                                   | Moord op het medium                                                    | Het Regatta-mysterie             | The Hound of Death                     | The Sovereign Magazine, maart 1927 (#87)                                              |
| 84  | 1927 | The Face of Helen                                                                 | Het gezicht van Helen                                                  | De geheimzinnige Mr. Quin        | The Mysterious Mr. Quin                | The Story-Teller, april 1927 (#240)                                                   |
| 85  | 1927 | Harlequin’s Lane                                                                  | Harlekijnslaan                                                         | De geheimzinnige Mr. Quin        | The Mysterious Mr. Quin                | The Story-Teller, mei 1927 (#241)                                                     |
| 86  | 1927 | The Tuesday Night Club                                                            | De dinsdagavondclub                                                    | Miss Marple en haar 13 problemen | The Thirteen Problems                  | The Royal Magazine, december 1927 (#350)                                              |
| 87  | 1928 | The Idol of the House of Astarte                                                  | De tempel van Astarte                                                  | Miss Marple en haar 13 problemen | The Thirteen Problems                  | The Royal Magazine, januari 1928 (#351)                                               |
| 88  | 1928 | Ingots of Gold                                                                    | Staven goud                                                            | Miss Marple en haar 13 problemen | The Thirteen Problems                  | The Royal Magazine, februari 1928 (#352)                                              |
| 89  | 1928 | The Blood-Stained Pavement                                                        | De bloedvlek op de stenen                                              | Miss Marple en haar 13 problemen | The Thirteen Problems                  | The Royal Magazine, maart 1928 (#353)                                                 |
| 90  | 1928 | Motive versus Opportunity                                                         | Motief en gelegenheid                                                  | Miss Marple en haar 13 problemen | The Thirteen Problems                  | The Royal Magazine, april 1928 (#354)                                                 |
| 91  | 1928 | The Thumb Mark of St. Peter                                                       | De vingerafdruk van de heilige Petrus                                  | Miss Marple en haar 13 problemen | The Thirteen Problems                  | The Royal Magazine, mei 1928 (#355)                                                   |
| 92  | 1928 | A Fruitful Sunday                                                                 | Een vruchtbare zondag                                                  | De muizeval en andere verhalen   | The Listerdale Mystery                 | Daily Mail, 11 augustus 1928                                                          |
| 93  | 1928 | Double Sin                                                                        | Dubbele zonde                                                          | Het wespennest                   | Poirot’s Early Cases                   | Sunday Dispatch, 23 september 1928                                                    |
| 94  | 1928 | Wasp’s Nest                                                                       | Het wespennest                                                         | Het wespennest                   | Poirot’s Early Cases                   | Daily Mail, 20 november 1928                                                          |
| 95  | 1928 | The Unbreakable Alibi                                                             | Het waterdichte alibi                                                  | Deelgenoten in de misdaad        | Partners in Crime                      | Illustrated Sporting and Dramatic News, december 1928 (Kerstuitgave)                  |
| 96  | 1929 | The Third Floor Flat                                                              | Moord in het flatgebouw                                                | Jane zoekt een baan              | Poirot’s Early Cases                   | Hutchinson’s Adventure & Mystery Story Magazine, januari 1929                         |
| 97  | 1929 | The Dead Harlequin                                                                | De dode harlekijn                                                      | De geheimzinnige Mr. Quin        | The Mysterious Mr. Quin                | The Grand Magazine, maart 1929 (#289)                                                 |
| 98  | 1929 | The Golden Ball                                                                   | De gouden bal                                                          | Het Listerdale-mysterie          | The Listerdale Mystery                 | Daily Mail, 5 augustus 1929, as part of Playing the Innocent                          |
| 99  | 1929 | Next to a Dog                                                                     | Een hond als bruidsschat                                               | Het Regatta-mysterie             | Problem at Pollensa Bay                | Grand Magazine, september 1929 (#295)                                                 |
| 100 | 1929 | Accident                                                                          | Ongeluk                                                                | Getuige à charge                 | The Listerdale Mystery                 | Sunday Dispatch, 22 september 1929                                                    |
| 101 | 1929 | The Man from the Sea                                                              | De man uit de zee                                                      | De geheimzinnige Mr. Quin        | The Mysterious Mr. Quin                | Britannia and Eve, Vol. 1, No. 6 (oktober 1929).                                      |
| 102 | 1930 | The Bird with the Broken Wing                                                     | De vogel met de gebroken vleugel                                       | De geheimzinnige Mr. Quin        | The Mysterious Mr. Quin                | eerste publicatie in boek                                                             |
| 103 | 1929 | Sing a Song of Sixpence                                                           | Zing voor zes stuivers eens een lied                                   | Het Listerdale-mysterie          | The Listerdale Mystery                 | Illustrated Sporting and Dramatic News, december 1929, Holly Leaves (Christmas Issue) |
| 104 | 1929 | The Blue Geranium                                                                 | De blauwe geranium                                                     | Miss Marple en haar 13 problemen | The Thirteen Problems                  | The Story-Teller, december 1929 (#272)                                                |
| 105 | 1930 | A Christmas Tragedy                                                               | Een tragedie met Kerstmis                                              | Miss Marple en haar 13 problemen | The Thirteen Problems                  | The Story-Teller, januari 1930 (#273)                                                 |
| 106 | 1930 | The Companion                                                                     | De gezelschapsdame                                                     | Miss Marple en haar 13 problemen | The Thirteen Problems                  | The Story-Teller, februari 1930 (#274)                                                |
| 107 | 1930 | The Herb of Death                                                                 | Het kruid des doods                                                    | Miss Marple en haar 13 problemen | The Thirteen Problems                  | The Story-Teller, maart 1930 (#275)                                                   |
| 108 | 1930 | The Four Suspects                                                                 | De vier verdachten                                                     | Miss Marple en haar 13 problemen | The Thirteen Problems                  | The Story-Teller, april 1930 (#276)                                                   |
| 109 | 1930 | The Affair at the Bungalow                                                        | De inbraak in de bungalow                                              | Miss Marple en haar 13 problemen | The Thirteen Problems                  | The Story-Teller, mei 1930 (#277)                                                     |
| 110 | 1930 | Manx Gold                                                                         | Manx' goud                                                             | Zolang het licht is              | While the Light Lasts                  | Daily Dispatch, 23-28 May 1930                                                        |
| 111 | 1931 | Death by Drowning                                                                 | Dood door verdrinking                                                  | Miss Marple en haar 13 problemen | The Thirteen Problems                  | Nash’s Pall Mall Magazine, november 1931 (#426)                                       |
| 112 | 1932 | The Mystery of the Baghdad Chest                                                  | Het mysterie van de kist uit Bagdad (korte versie, zie verhaal 168)    | Zolang het licht is              | While the Light Lasts                  | Strand Magazine, januari 1932 (#493)                                                  |
| 113 | 1932 | The Case of the Middle-Aged Wife                                                  | \|De man die geluk bracht                                              | Parker Pyne Investigates         | eerste publicatie in boek              |                                                                                       |
| 114 | 1932 | The Second Gong                                                                   | De gong (korte versie, zie verhaal 140)                                | Het wespennest                   | Problem at Pollensa Bay                | Strand Magazine, juli 1932 (#499)                                                     |
| 115 | 1932 | The Case of the Discontented Soldier                                              | De ontevreden majoor                                                   | De man die geluk bracht          | Parker Pyne Investigates               | Woman’s Pictorial, 15 oktober 1932 (#614)                                             |
| 116 | 1932 | The Case of the Rich Woman                                                        | De rijke vrouw                                                         | De man die geluk bracht          | Parker Pyne Investigates               | In VS in augustus 1932 Cosmopolitan, augustus 1932 (#554)                             |
| 117 | 1932 | The Case of the Distressed Lady                                                   | Vrouw in nood                                                          | De man die geluk bracht          | Parker Pyne Investigates               | Woman’s Pictorial, 22 oktober 1932 (#615)                                             |
| 118 | 1932 | The Case of the Discontented Husband                                              | De ontevreden echtgenoot                                               | De man die geluk bracht          | Parker Pyne Investigates               | Woman’s Pictorial, 29 oktober 1932 (#616)                                             |
| 119 | 1932 | The Case of the City Clerk                                                        | De kantoorbediende                                                     | De man die geluk bracht          | Parker Pyne Investigates               | Strand Magazine, november 1932 (#503)                                                 |
| 120 | 1933 | Have You Got Everything You Want?                                                 | Heeft u niets meer te wensen?                                          | De man die geluk bracht          | Parker Pyne Investigates               | Nash’s Pall Mall Magazine, juni 1933                                                  |
| 121 | 1933 | The Gate of Baghdad                                                               | De poort van Bagdad                                                    | De man die geluk bracht          | Parker Pyne Investigates               | Nash’s Pall Mall Magazine, juni 1933                                                  |
| 122 | 1933 | The House at Shiraz                                                               | Het huis in Shiraz                                                     | De man die geluk bracht          | Parker Pyne Investigates               | Nash’s Pall Mall Magazine, juni 1933                                                  |
| 123 | 1933 | The Pearl of Price                                                                | De parel van grote waarde                                              | De man die geluk bracht          | Parker Pyne Investigates               | Nash’s Pall Mall Magazine, juli 1933                                                  |
| 124 | 1933 | Death on the Nile                                                                 | Moord op een Nijlboot                                                  | De man die geluk bracht          | Parker Pyne Investigates               | Nash’s Pall Mall Magazine, juli 1933                                                  |
| 125 | 1933 | The Oracle at Delphi                                                              | Het orakel van Delphi                                                  | De man die geluk bracht          | Parker Pyne Investigates               | Nash’s Pall Mall Magazine, juli 1933                                                  |
| 126 | 1933 | The incident of the Dog´s Ball (From the notes of Captain Arthur Hastings O.B.E.) | (nog) niet vertaald                                                    | (nog) niet verschenen in NL      | Agatha Christie’s Secret Notebooks     | niet gepubliceerd in 1933                                                             |
| 127 | 1933 | The Hound of Death                                                                | De non                                                                 | Het wespennest                   | The Hound of Death                     | (nog) geen tijdschrift publicatie bekend                                              |
| 128 | 1933 | The Gypsy                                                                         | De zigeunerin                                                          | Het wespennest                   | The Hound of Death                     | (nog) geen tijdschrift publicatie bekend                                              |
| 129 | 1933 | The Lamp                                                                          | Spookjes onder elkaar                                                  | Het Regatta-mysterie             | The Hound of Death                     | (nog) geen tijdschrift publicatie bekend                                              |
| 130 | 1933 | The Strange Case of Sir Arthur Carmichael                                         | Metamorfose                                                            | Het wespennest                   | The Hound of Death                     | (nog) geen tijdschrift publicatie bekend                                              |
| 131 | 1933 | The Call of Wings                                                                 | De roepstem (De roep van de vleugels)                                  | Het wespennest                   | The Hound of Death                     | (nog) geen tijdschrift publicatie bekend                                              |
| 132 | 1934 | Miss Marple Tells a Story                                                         | Miss Marple vertelt                                                    | 5e vijfling                      | Miss Marple’s Final Cases              | voor National Programme, 11 mei 1934                                                  |
| 133 | 1934 | In a Glass Darkly                                                                 | Wurger in spiegelbeeld                                                 | Het Regatta-mysterie             | Miss Marple’s Final Cases              | Woman’s Journal, december 1934                                                        |
| 134 | 1935 | How Does Your Garden Grow?                                                        | Hoe staat je tuintje erbij?                                            | 4e vijfling                      | Poirot’s Early Cases                   | The Strand, augustus 1935 (#536)                                                      |
| 135 | 1935 | Problem at Pollensa Bay                                                           | Een exotische remedie                                                  | Het Regatta-mysterie             | Problem at Pollensa Bay                | Strand Magazine, november 1935 (#539)                                                 |
| 136 | 1935 | Problem at Sea                                                                    | Moord aan boord                                                        | Het Regatta-mysterie             | Poirot’s Early Cases                   | The Strand, december 1935 (#540)                                                      |
| 137 | 1936 | Triangle at Rhodes                                                                | Driehoek op Rhodos                                                     | Driehoek op Rhodos               | Murder in the Mews                     | Strand Magazine, mei 1936 (#545)                                                      |
| 138 | 1936 | The Regatta Mystery (Poirot versie)                                               | (nog) niet vertaald                                                    | (nog) niet verschenen in NL      | Poirot and the Regatta Mystery (1943)  | Strand Magazine, juni 1936 (#546)                                                     |
| 139 | 1936 | Murder in the Mews                                                                | Moord op no. 14                                                        | Driehoek op Rhodos               | Murder in the Mews                     | Woman’s Journal, december 1936                                                        |
| 140 | 1937 | Dead Man’s Mirror                                                                 | Dodemansspiegel (uitgebreide versie, zie verhaal 114)                  | Driehoek op Rhodos               | Murder in the Mews                     | eerste publicatie in boek                                                             |
| 141 | 1937 | The Incredible Theft                                                              | De ongelooflijke diefstal (uitgebreide versie, zie verhaal 20)         | Driehoek op Rhodos               | Murder in the Mews                     | eerste publicatie in boek                                                             |
| 142 | 1937 | Yellow Iris                                                                       | Op de sterfdag van Iris                                                | Het Regatta-mysterie             | Problem at Pollensa Bay                | Strand Magazine, juli 1937 (#559)                                                     |
| 143 | 1938 | The Dream                                                                         | Een droom                                                              | Avontuur met een kerstpudding    | The Adventure of the Christmas Pudding | Strand Magazine, februari 1938 (#566)                                                 |
| 144 | 1939 | The Nemean Lion                                                                   | De Nemeïsche leeuw                                                     | De werken van Hercules           | The Labours of Hercules                | Strand Magazine, november 1939 (#587)                                                 |
| 145 | 1939 | The Lemaean Hydra                                                                 | De hydra van Lerna                                                     | De werken van Hercules           | The Labours of Hercules                | Strand Magazine, december 1939 (#588)                                                 |
| 146 | 1939 | The Regatta Mystery (Parker Pyne versie)                                          | Het Regatta-mysterie                                                   | Het Regatta-mysterie             | Problem at Pollensa Bay                | in VS in The Regatta Mystery and Other Stories (1939)                                 |
| 147 | 1940 | The Case of the Caretaker´s Wife (andere versie)                                  | (nog) niet vertaald                                                    | (nog) niet verschenen in NL      | Agatha Christie’s Secret Notebooks     | niet gepubliceerd in 1940                                                             |
| 148 | 1940 | The Arcadian Deer                                                                 | De Arcadische hinde                                                    | De werken van Hercules           | The Labours of Hercules                | Strand Magazine, januari 1940 (#589)                                                  |
| 149 | 1940 | The Erymanthian Boar                                                              | Het Erimantische zwijn                                                 | De werken van Hercules           | The Labours of Hercules                | Strand Magazine, februari 1940 (#590)                                                 |
| 150 | 1940 | The Augean Stables                                                                | De augias-stal                                                         | De werken van Hercules           | The Labours of Hercules                | Strand Magazine, maart 1940 (#591)                                                    |
| 151 | 1940 | The Stymphalean Birds                                                             | De Stymfalische vogels                                                 | De werken van Hercules           | The Labours of Hercules                | Strand Magazine, april 1940 (#592)                                                    |
| 152 | 1940 | The Cretan Bull                                                                   | De Cretensische stier                                                  | De werken van Hercules           | The Labours of Hercules                | Strand Magazine, mei 1940 (#593)                                                      |
| 153 | 1940 | The Horse of Diomedes                                                             | De paarden van Diomedes                                                | De werken van Hercules           | The Labours of Hercules                | Strand Magazine, juni 1940 (#594)                                                     |
| 154 | 1940 | The Girdle of Hyppolita                                                           | De gordel van Hyppolyte                                                | De werken van Hercules           | The Labours of Hercules                | Strand Magazine, juli 1940 (#595)                                                     |
| 155 | 1940 | The Flock of Geryon                                                               | De kudde van Geryones                                                  | De werken van Hercules           | The Labours of Hercules                | Strand Magazine, augustus 1940 (#596)                                                 |
| 156 | 1940 | The Apples of Hesperides                                                          | De appelen van Hesperiden                                              | De werken van Hercules           | The Labours of Hercules                | Strand Magazine, september 1940 (#597)                                                |
| 157 | 1940 | The Capture of Cerberus (oorspronkelijke versie)                                  | (nog) niet vertaald                                                    | (nog) niet verschenen in NL      | Agatha Christie’s Secret Notebooks     | afgewezen door Strand Magazine c. oktober 1940                                        |
| 158 | 1942 | The Case of the Caretaker                                                         | Het geval van de huisbewaarster                                        | De muizeval en andere verhalen   | Miss Marple’s Final Cases              | Strand Magazine, januari 1942 (#613)                                                  |
| 159 | 1942 | The Tape-Measure Murder                                                           | Moord met het meetlint                                                 | De muizeval en andere verhalen   | Miss Marple’s Final Cases              | Strand Magazine, februari 1942 (#643)                                                 |
| 160 | 1942 | The Case of the Perfect Maid                                                      | Het geval van het volmaakte kamermeisje                                | De muizeval en andere verhalen   | Miss Marple’s Final Cases              | Strand Magazine, april 1942 (#616)                                                    |
| 161 | 1944 | Strange Jest                                                                      | Het suikeroompje                                                       | Jane zoekt een baan              | Miss Marple’s Final Cases              | Strand Magazine, juli 1944 (#643)                                                     |
| 162 | 1947 | The Capture of Cerberus (boekversie)                                              | De roof van de Cerberus                                                | De werken van Hercules           | The Labours of Hercules                | eerste publicatie in boek                                                             |
| 163 | 1949 | Three Blind Mice                                                                  | De muizeval                                                            | De muizeval en andere verhalen   | Three Blind Mice (alleen in VS)        | Woman’s Own, van 31 december 1948 tot 21 januari 1949                                 |
| 164 | 1954 | Sanctuary                                                                         | Het toevluchtsoord                                                     | Het Regatta-mysterie             | Miss Marple’s Final Cases              | Woman’s Journal, oktober 1954                                                         |
| 165 | 1958 | The Dressmaker’s Doll                                                             | De pop                                                                 | Het wespennest                   | Miss Marple’s Final Cases              | Woman’s Journal, december 1958                                                        |
| 166 | 1960 | Greenshaw’s Folly                                                                 | De blunder van Greenshaw                                               | Avontuur met een kerstpudding    | The Adventure of the Christmas Pudding | Woman’s Journal, augustus 1960                                                        |
| 167 | 1960 | The Adventure of the Christmas Pudding                                            | Avontuur met een kerstpudding (uitgebreide versie, zie verhaal 26)     | Avontuur met een kerstpudding    | The Adventure of the Christmas Pudding | eerste publicatie in boek                                                             |
| 168 | 1960 | The Mystery of the Spanish Chest                                                  | Het mysterie van de Spaanse kist (uitgebreide versie, zie verhaal 112) | Het Listerdale-mysterie          | The Adventure of the Christmas Pudding | eerste publicatie in boek                                                             |
| 169 | 1971 | The Harlequin Tea Set                                                             | (nog) niet vertaald                                                    | (nog) niet verschenen in NL      | Problem at Pollensa Bay                | Winter’s Crimes #3, 11 november 1971 (MacMillan)                                      |

## Nederlandstalige uitgaven (bundels)
| Jaar van publicatie | Naam van de bundel                                                    | Opmerkingen                                                                                   |
| ------------------- | --------------------------------------------------------------------- | --------------------------------------------------------------------------------------------- |
| 1949                | Selected Short Stories Engelstalig                                    |                                                                                               |
| 1953                | The Secret Adversary (Guides to our Books)                            | Boekje met vragen en antwoorden van boeken die gelezen worden voor het mondeling examen Mulo. |
| 1955                | Op het spoor der detectives                                           |                                                                                               |
| 1957                | Drie Detectiveverhalen                                                |                                                                                               |
| 1965                | Detectiveverhalen, Prismadetective 19                                 |                                                                                               |
| 1965                | Een handvol juwelen                                                   |                                                                                               |
| 1966                | Miniaturen                                                            |                                                                                               |
| 1973                | Het verschrikkelijke antwoord                                         |                                                                                               |
| 1980                | Grote detective drieling                                              |                                                                                               |
| 1982                | Beroemde detectives, zeven onthullende onderzoeken door Julian Symons |                                                                                               |
| 1983                | De dood van een admiraal                                              |                                                                                               |
| 1985                | Een moordprimeur (Het kamerscherm)                                    |                                                                                               |
| 1995                | Vrouwen onder hoogspanning                                            |                                                                                               |
| 2001                | Moord met zachte hand                                                 |                                                                                               |

## Toneelstukken
De navolgende toneelstukken zijn geschreven door Agatha Christie.
| Jaar | Titel                                                | Enige opmerkingen                                                      |
| ---- | ---------------------------------------------------- | ---------------------------------------------------------------------- |
| 1930 | Black Coffee                                         | Zwarte koffie (1997) bewerkt door Charles Osborne tot een roman.       |
| 1937 | Akhnaton                                             | Nooit opgevoerd                                                        |
| 1943 | Ten Little Niggers                                   |                                                                        |
| 1945 | Appointment with Death                               |                                                                        |
| 1946 | Murder on the Nile                                   |                                                                        |
| 1951 | The Hollow                                           |                                                                        |
| 1952 | The Mousetrap                                        |                                                                        |
| 1953 | Witness for the Prosecution                          |                                                                        |
| 1954 | Spider's Web                                         | Het spinnenweb (2000) bewerkt door Charles Osborne tot een roman.      |
| 1956 | Towards Zero                                         | I.s.m. Gerard Verner                                                   |
| 1958 | Verdict                                              |                                                                        |
| 1958 | The Unexpected Guest                                 | De onverwachte gast (1999) bewerkt door Charles Osborne tot een roman. |
| 1960 | Go Back for Murder                                   |                                                                        |
| 1962 | Rule of Three                                        |                                                                        |
| 1972 | Fiddlers Three (aangepaste versie van Fiddlers Five) |                                                                        |

De hieropvolgende toneelstukken zijn geschreven door andere auteurs, maar gebaseerd op verhalen van Agatha Christie.
| Jaar | Titel                  | Bewerking van boek Agatha Christie | Schrijver                |
| ---- | ---------------------- | ---------------------------------- | ------------------------ |
| 1928 | Alibi                  | The Murder of Roger Ackroyd        | Michael Morton           |
| 1936 | Love from a Stranger   | The Listerdale Mystery             | Frank Vosper             |
| 1940 | Peril at End House     | Peril at End House                 | Arnold Ridley            |
| 1949 | Murder at the Vicarage | Murder at the Vicarige             | Moie Charles Barbara Toy |
| 1977 | A Murder is Announced  | A Murder is Announced              | Leslie Darbon            |
| 1981 | Cards on the Table     | Cards on the Table                 | Leslie Darbon            |
| 1993 | Murder is Easy         | Murder is Easy                     | Clive Exton              |

## Hoorspelen/luisterboeken
| Jaar op de radio | Titel                   |
| ---------------- | ----------------------- |
| 1937             | Wasp's Nest             |
| 1937             | Yellow Iris             |
| 1947             | Three Blind Mice        |
| 1948             | Butter in a Lordly Dish |
| 1954             | Personal Call           |

## Televisie en film
- Miss Marple gespeeld door: MR = Margareth Rutherford, IE = Ita Evers, GF = Gracie Fiels, IL = Inge Langen, HH = Helen Hayes, JH = Joan Hickson, AL = Angela Lansbury, GMc = Geraldine McEwan
- Hercule Poirot gespeeld door: AT =  Austin Trevor, MG = Martin Gabel, TR = Tony Randall, PU = Peter Ustinov, AF = Albert Finney, AR = Anatoli Ravikovich, DS = David Suchet, AM = Albert Molina, KR = Konstantin Rajkin

- 1928 - Die Abenteuer GmbH (ook bekend als: Adventurers Inc / Adventure Inc) 
 Gebaseerd op The Secret Adversary, stomme film.
- 1928 - The Passing of Mr Quinn 
 Losjes gebaseerd op The Coming of Mr Quin, een kort verhaal uit The Mysterious Mr Quin
- 1931 - Alibi / AT 
 Gebaseerd op de gelijknamige toneelversie (1928) die weer gebaseerd was op The Murder of Roger Ackroyd.
- 1931 - Black Coffee / AT 
 Gebaseerd op de gelijknamige toneelversie (1930)
- 1932 - Le Coffret de laque 
 Gebaseerd op Black Coffee.
- 1934 - Lord Edgware Dies / AT
- 1937 - Love from a Stranger 
 Gebaseerd op de gelijknamige toneelversie (1936) die weer gebaseerd was op Philomel Cottage uit The Listerdale Mystery.
- 1938 - Love from a Stranger / TV
- 1945 - And then there were none (in VK: Ten little Niggers)
- 1947 - Love from a Stranger (in VK: A Stranger walked in) 
 Remake van de versie uit 1937
- 1949 - Witness for the Prosecution / TV
- 1949 - Ten little Niggers / TV
- 1950 - "Nash Airflyte Theatre" - The Case of the Missing Lady / televisieserie
- 1950 - "Danger" - Witness for the Prosecution
- 1950 - "Kraft Television Theatre" - Murder on the Nile TV
- 1956 - "Goodyear Television Playhouse" - A Murder is announced / televisieserie - GF
- 1954 - Die Fugsjagd{Bron?|sic?|2021|12|24}) / TV
- 1955 - Musefælden / TV 
 Gebaseerd op The Mousetrap.
- 1957 - Witness for the Prosecution 
 Gebaseerd op de gelijknamige toneelversie (1953) die weer gebaseerd was op het korte verhaal in The Hound of Death (1933).
- 1959 - Ten little Indians / TV - Live gespeelde versie
- 1960 - The Spider's Web 
 Gebaseerd op Spider's Web, het toneelstuk uit 1954.
- 1961 - Murder she said / MR 
 Gebaseerd op 4.50 from Paddington.
- 1962 - "General Electric Theater" - Hercule Poirot / televisieserie - MG 
 Gebaseerd op het korte verhaal The Disappearance of Mr. Davenheim.
- 1963 - Murder at the Gallop / MR 
 Gebaseerd op After the Funeral.
- 1964 - Murder Most Foul / MR 
 Gebaseerd op Mrs McGinty's Dead.
- 1964 - Murder Ahoy! / MR 
 Niet gebaseerd op een werk van AC.
- 1965 - Ten little Indians
- 1965 - Gumnaam 
 Gebaseerd op Ten little Niggers.
- 1966 - The Alphabet Murders / TR & MR 
 Gebaseerd op The ABC Murders.
- 1969 - "Au théâtre ce soir" - La toile d'araignée / televisieserie

| Jaar uitgezonden | Titel                                    | Personage - gespeeld door         | Opmerkingen                                                                   |
| ---------------- | ---------------------------------------- | --------------------------------- | ----------------------------------------------------------------------------- |
| 1970             | "Au théâtre ce soir" - Dix petits nègres |                                   | televisieserie                                                                |
| 1970             | Mord im Pfarrhaus                        | Miss Marple, Ita Evers            |                                                                               |
| 1971             | Endless Night                            |                                   |                                                                               |
| 1973             | Dhund                                    |                                   | Gebaseerd of The Unexpected Guest.                                            |
| 1974             | Murder in the Orient Express             | Hercule Poirot door Albert Finney |                                                                               |
| 1975             | And then there were none                 |                                   | Gebaseerd op Ten little Niggers.                                              |
| 1978             | Death on the Nile                        | Hercule Poirot door Peter Ustinov |                                                                               |
| 1979             | Agatha                                   |                                   | Gebaseerd op het boek van Kathleen Tynan (over Christies verdwijning in 1926) |

- 1980 - The Mirror Crack'd / AL 
 Gebaseerd op The Mirror Crack'd from Side to Side.
- 1980 - Why Didn't They Ask Evans? / tv
- 1982 - Evil Under the Sun / PU
- 1982 - Witness for the Prosecution / tv
- 1982 - Murder is Easy / tv- HH
- 1982 - The Secret Adversary / tv
- 1982 - The Seven Dials Mystery / tv
- 1982 - The Spider's Web / tv
- 1982 - The Agatha Christie Hour / televisieserie

1. The Case of the Middle-Aged Wife
2. In a Glass Darkly
3. The Girl in the Train
4. The Fourth Man
5. The Case of the Discontented Soldier
6. Magnolia Blossom
7. The Mystery of the Blue Jar
8. The Red Signal
9. Jane in Search for a Job
10. The Manhood of Edward Robinson

- 1983 - Tayna chyornykh drozdov / IE
- Partners in Crime (1983-1984) televisieserie

1. The Affair of the Pink Pearl
2. Finessing the King
3. The House of Lurking Death
4. The Sunningdale Mystery
5. The Clergyman's Daughter
6. The Ambassador's Boots
7. The Unbreakable Alibi
8. The Man in the Mist
9. The Case of the Missing Lady (1984)
10. The Crackler (1984)

- 1984 - A Caribbean Mystery / Tv - HH
- 1984 - The Body in the Library / Tv - JH
- 1984 - Ordeal by Innocence
- 1985 - Murder with Mirrors / Tv - JH
- 1985 - A Murder is Announced / Tv - JH
- 1985 - The Moving Finger / Tv - JH
- 1985 - A Pocket Full of Rye / Tv - JH
- 1985 - Thirteen at Dinner / Tv - PU
- 1985 - Kiken na onnatachi
- 1986 - The Murder at the Vicarage / Tv - JH
- 1986 - Murder in Three Acts / Tv - PU
- 1986 - Dead Man's Folly / Tv - PU
- 1986 - The Last Seance / Tv
- 1987 - Agatha Christie's Miss Marple: Nemesis / Tv - JH
- 1987 - At Bertram's Hotel / Tv - JH
- 1987 - Sleeping Murder / Tv - JH
- 1987 - 4.50 from Paddington / Tv - JH
- 1987 - Desyat negrityat 
 Gebaseerd op Ten little Niggers.
- 1988 - Appointment with Death /PU
- 1989 - Ten little Indians
- 1989 - A Caribbean Mystery / Tv - JH
- 1989 - Zagadka Endkhauza AR
- 1989 - The Man in the Brown Suit / Tv
- 1989 - Poirot / tv-Serie - Seizoen 1 - DS

1. The Adventure of the Clapham Cook
2. Murder in the Mews
3. The Adventure of Johnnie Waverly
4. Four and Twenty Blackbirds
5. The Third Floor Flat
6. Triangle at Rhodes
7. The Problem at Sea
8. The Incredible Theft
9. The King of Clubs
10. The Dream

- 1990 - Poirot / televisieserie - Seizoen 2 - DS

1. Peril at End House
2. The Veiled Lady
3. The Lost Mine
4. The Cornish Mystery
5. The Disappearance of Mr Davenheim
6. Double Sin
7. The Adventure of the Cheap Flat
8. The Kidnapped Prime Minister
9. The Adventure of the Western Star

- 1991 - Poirot / televisieserie - Seizoen 3

1. The Mysterious Affair at Styles
2. How Does Your Garden Grow?
3. The Million Dollar Bond Robbery
4. The Affair at the Victory Ball
5. Wasps' Nest
6. The Tragedy at Marsdon Manor
7. The Double Clue
8. The Mystery of the Spanish Chest
9. The Theft of the Royal Ruby
10. The Plymouth Express
11. The Mystery of Hunter's Lodge

- 1981 - They Do It with Mirrors / Tv - JH
- 1992 - Poirot / televisieserie - Seizoen 4 - DS

1. The ABC Murders
2. Death in the Clouds
3. One, Two, Buckle My Shoe

- 1992 - The Mirror Crack'd / Tv - JH
- 1993 - Poirot / televisieserie - Seizoen 5 - DS

1. The Adventure of the Egyptian Tomb
2. The Underdog
3. Yellow Iris
4. The Case of the Missing Will
5. The Adventure of the Italian Nobleman
6. The Chocolate Box
7. Dead Man's Mirror
8. The Jewel Robbery at the Grand Metropolitan

- 1995 - Suspicions 
 'ebaseerd op Ten little Niggers
- 1995-1996 - Poirot / televisieserie - Seizoen 6 - DS

1. Hercule Poirot's Christmas
2. Hickory Dickory Dock
3. Murder on the Links
4. Dumb Witness

- 1997 - The Pale Horse / Tv

- 2000 - Poirot / televisieserie - Seizoen 7 - DS

1. The Murder of Roger Ackroyd
2. Lord Edgware Dies

- 2001 - Murder on the Orient Express / Tv - AM
- 2001 - Poirot / televisieserie - Seizoen 8 - DS

1. Murder in Mesopotamia
2. Evil Under the Sun

- 2002 - Neudacha Puaro / Tv - KR
- 2003-2004 - Poirot / televisieserie - Seizoen 9 - DS

1. Five little Pigs
2. Sad Cypress
3. Death on the Nile (2004)
4. The Hollow (2004)

- 2003 - Sparkling Cyanide / Tv
- 2003 - Shubho Mahurat
- 2004 - Marple: The Body in the Library / Tv - GMc
- 2004 - Marple: 4.50 from Paddington / Tv - GMc
- 2004 - Marple: The Murder at the Vicarage / Tv - GMc
- 2005 - Marple: A Murder is Announced / Tv - GMc
- 2005 - Marple: Sleeping Murder / Tv - GMc
- 2005 - Mon petit doigt m'a dit... 
 Gebaseerd op By the Pricking of My Thumbs.
- 2006 - Poirot / televisieseries - Seizoen 10 - DS

1. The Mystery of the Blue Train
2. Cards on the Table
3. After the Funeral
4. Taken at the Flood

- 2006 - Marple: The Moving Finger / Tv - GMc
- 2006 - Marple: The Sittaford Mystery / Tv - GMc
- 2006 - Marple: By the Pricking of My Thumbs / Tv - GMc
- 2006 - Marple: Towards Zero / Tv - GMc
- 2006 - Petits meurtres en famille / Tv - Miniserie
- 2006 - Marple: Nemesis / GMc
- 2006 - Un Noel sans Hercule Poirot
- 2007 - Marple: At Bertram's Hotel / GMc
- 2007 - L'Heure zero
- 2008 - Poirot / televisieserie - Seizoen 11 - DS

1. Mrs. McGinty's Dead
2. Cat among the Pigeons
3. Third Girl
4. Appointment with Death

- 2009 - Les Petits Meurtres d'Agatha Christie, Franse televisieserie

- 2010 - heden - Les Petits Meurtres d'Agatha Christie, Franse televisieserie
- 2010-2011 - Poirot / televisieserie - Seizoen 12

1. Three Act Tragedy
2. Hallowe'en Party
3. Murder on the Orient Express
4. The Clocks (2011)

- 2013 - Poirot / televisieserie - Seizoen 13

1. Elephants can remenber
2. The Big Four
3. Dead Man's Folly
4. The Labours of Hercules
5. Curtain: Poirot's Last Case

## Documentaires
- 1978 - Death on the Nile: Making of Featurette / Tv
- 1982 - The Making of Agatha Christie's Evil Under the Sun / Tv
- 1999 - "Terra X - Expedition ins Unbekannte" - Babylon Tower
met archiefbeelden van Agatha Christie, Max Mallowan.
- 2004 - Agatha Christie: A Life in Pictures / Tv
- 2004 - Verwehrte Spuren auf den Spuren von Agatha Christie / Tv
- 2004 - Making Murder on the Orient Express
- 2005 - Behind the Scenes: Agatha Christie's Marple / Tv
- 2005 - Ciclo Agatha Christie - Sobre 'Muerte en el Nilo / televisieserie
- 2005 - Ciclo Agatha Christie - Asesinato en el Orient Express / televisieserie
- 2006 - The Agatha Christie Code / Tv
- 2006 - Agatha Christie's Garden: Murder and Mystery in Devon

### Films opgedragen ter nagedachtenis aan Agatha Christie
- 2003 - SOKO 5113 - Das Geheimnis von Blandford Castle

### Films zonder toestemming van Rosalind Hicks, Agatha Christies dochter
- Innocent Lies (1995)

Gebaseerd op Towards Zero maar door Rosalind Hicks aangevochten vanwege een incestscène in het script. Namen van de karakters en de titel van de film moesten worden aangepast. Ook komt de naam van Agatha Christie nergens voor in de credits.

### Filmprijzen en -nominaties
- Academy Awards (Oscar) - 13 nominaties, 2 gewonnen
- Golden Globes - 6 nominaties, 1 gewonnen
- BAFTA Awards - 29 nominaties, 5 gewonnen
- Emmy Awards - 7 nominaties, 2 gewonnen
- Grammy Awards - 1 nominatie
- Edgar Allan Poe Awards - 7 nominaties, 1 gewonnen
- Director’s Guild of America / DGA Award - 2 nominaties
- Writer’s Guild of Great Britain / Writer’s Guild of Great Britain Award - 1 nominatie, 1 gewonnen
- National Board of Review / National Board of Review Award - 1 nominatie, 1 gewonnen
- Evening Standard British Film Awards - 5 nominaties, 5 gewonnen
- Satellite Awards / Golden Satellite Award - 3 nominaties
- Laurel Awards / Golden Laurel - 2 nominaties, 1 gewonnen (2e plaats)
- Royal Television Society / RTS Television Award - 1 nominatie, 1 gewonnen
- Academy of Science Fiction, Fantasy and Horror Films – Saturn Award - 1 nominatie
- Locarno International Film Festival - 1 nominatie, 1 gewonnen
- National Film Awards (India) / Silver Lotus Award - 2 nominaties, 2 gewonnen
- Niki Awards, 1 nominatie, 1 gewonnen
- De film Agatha kreeg één Oscarnominatie en werd eveneens eenmaal voorgedragen voor een BAFTA Award. Een NSFC Award van de National Society of Film Critics Awards werd wel verzilverd.

## Publicaties over het leven en werk van Agatha Christie en boeken gelieerd aan het werk of de naam AC

### Buitenland
- Gilbert Miller and Peter Saunders Present Agatha Christie's witness For the Prosecution (1955), Gilbert Miller & Peter Saunders.
- Agatha Christie: Mistress of Mystery (1967), G.C. Ramsey.
- Studies in Agatha Christie's writings: The behaviour of a good (great) deal, a lot, lots, much, plenty, many, a good (great) many (1967), Frank Behre.
- Get, come and go; some aspects of situational grammar: A study based on a corpus drawn from Agatha Christie's writings (1973), Frank Behre.
- Detektivroman und englisches Bürgertum: Konstruktionsschema und Gesellschaftsbild bei Agatha Christie (Literatur in der Gesellschaft) (1974), Gerd Egloff.
- Andy East's Agatha Christie quizbook (1975), Andy East.
- The Mysterious World of Agatha Christie (Queen of Crime-Duchess of Death) (1975), Jeffrey Feinman.
- Agatha Christie made me do it (1975), E. Cope.
- Agatha Christie Companion (1975), ?.
- Red mountain, Agatha Christie & love (1976), Al Masarik.
- Agatha Christie Chrn (1976), Brenda Jackson & Ronald L. McDonald.
- An Agatha Christie Chronology (1976), Nancy Blue Wynne.
- The Agatha Christie mystery (1976), Derrick Murdoch.
- Agatha Christie: First Lady of Crime (1977), ?.
- Agatha Christie - Autobiografia (I) (An Autobiography) (1977), Agatha Christie & Maria Helena Triguieros.
- Agatha Christie - Autobiografia (II) (An Autobiography) (1977), Agatha Christie & Maria Helena Triguieros.
- The murder of Galt, or Agatha Christie visits Ankole (1977), Tibamanya mwene Mushanga.
- Agatha - The Agatha Christie Mystery (1978), Kathleen Tynan.
- Mystery and Its Fictions: From Odiepus to Agatha Christie (1979), David I. Grossvogel.
- Who Killed "Agatha" Christie?: A Play (Acting Edition) (1979), Tudor Gates.
- Bedside, Bedside, Bathtub & Armchair Companion to Agatha Christie (1979), Dick Riley & Pam McAllister.
- Agatha Christie's alter ego: Ariadne Oliver (1979), Sylvia W. Patterson.
- Agatha Christie Companion (1980), Russell H. Fitzgibbon.
- La bibliothèque de Villers, suivi de Tombeau d'Agatha Christie (1980), Benoit Peeters.
- Mysterious World of Agatha Christie (1980), Jeffrey Feinman.
- The Gentle Art of Murder: The Detection Fiction of Agatha Christie (1980), Earl F. Bargainnier.
- The Agatha Christie's Who's Who (1980), Randall Toye.
- Agatha Christie and all that mousetrap (1980), Hubert Gregg.
- Agatha Christie: The Art of Her Crime (1981), Julian Symons.
- Great Detectives: Seven Original Investigations (1981), Julian Symons. - Beroemde detectives, zeven onthullende onderzoeken door Julian Symons (1982), zie ook: Publicaties over het leven en werk van Agatha Christie.
- The Mystery of Agatha Christie: An Intimate Biography of the First Lady of Crime (1981), Gwen Robyns.
- Agatha Christie, The Art of Her Crimes (1981), Tom Adams.
- Agatha Christie, "Duchesse de la Mort" (1981), Francois Riviere.
- Anatomía de Agatha Christie (1981), Carolina-Dafne Alonso-Cortes.
- Tom Adams' Agatha Christie Cover Story (1982), Julian Symons.
- Murder She Wrote: A Study of Agatha Christie's Fiction (1982), Patricia D. Maida & Nicholas B. Spornick.
- Peter Saunders Presents the First 30 Years of Agatha Christie's The Mousetrap: 1952-1982 (1983), ?.
- Agatha Christie, A Biography (1984), Janet Morgan.
- Agatha Christie's Cookery (1984), Alice Stefani & Lauri Williams.
- An A to Z of the Novels and Short Stories of Agatha Christie (1985), Ben Morselt.
- Peter Saunders presents a third of a century of Agatha Christie's The Mouse trap, 1952-1986 (1985), Peter Saunders.
- The New Bedside, Bathtub & Armchair Companion to Agatha Christie (1986), Dick Riley & Pam McAllister.
- Agatha Christie (Twayne's English Author's Series) (1986), Mary S. Wagoner.
- A Talent to Deceive: An Appreciation of Agatha Christie (1987), Robert Barnard.
- Agatha Christie: Library Slipca (Outlet) (1987), ?.
- Agatha Christie: The Woman and her Mysteries (1988), Gillian Gil.
- Peter Saunders Presents 15,000 Performances and 36 Years of Agatha Christie's The Mousetrap (1986), Robert Clark.
- Agatha Christie: A krimi királynoje (1988), Katalin Osvat.
- The Agatha Christie Companion: The Complete Guide to Agatha Christie's Life and Work (1989), Dennis Sanders & Len Lovallo.
- Agatha Christie: Crossword Puzzle (1989), Randall Toye.
- Agatha Christie: L'écriture du crime (1989), Annie Combes.
- Agatha Christie Trivia (1989), Richard T. Ryan.
- Agatha Christie's Devon (1990), Jane Langton.
- Spider's Web - The Agatha Christie Centenary Celebration (1990), Charles Vance.
- Guida alla lettura di Agatha Christie (Oscar guide) (1990), Luigi Calcerano.
- Let's Kill Agatha Christie (toneelstuk) (1990), Anthony Hinds.
- The Agatha Christie Centenary (1990), Lynn Underwoord.
- Agatha Christie: Murder in Four Acts (1991), Peter Haining.
- Agatha Christie, the Unknown Assyrian and Baklava (1993), Basil K. Pius.
- The Poisonous Pen of Agatha Christie (1993), Michael C. Gerald.
- Black Sheep Red Herrings and Blue Murder the Proverbial Agatha Christie (1993), G. Bryan.
- Agatha Christie (1994), Monika Gripenberg.
- The Films of Agatha Christie (1994), Scott Palmer.
- Agatha Christie et le roman policier d'enigme: Actes du 5e Colloque international des paralittératures de Chaudfontaine (1994), ?.
- Agatha Christie's Poirot: A Celebration of the Great Detective (1995), Peter Haining & David Suchet.
- The Lost Days of Agatha Christie (1996) - Carole Owens.
- What's Your Agatha Christie I.Q.? 1001 Puzzling Questions About the World's Most Beloved Mystery Writer (1996), Kathleen Kaska.
- Agatha Christie's Marple - The Life and Times of Miss Marple (1997), Anne Hart.
- Agatha Christie: Writer of Mystery (Lerner Biographies Series) (1997), Carol Dommermuth-Costa.
- 'In the Footsteps of Agatha Christie (1997), Francois Riviere & Jean-Bernard Naudin.
- Agatha Christie and the Eleven Days (1998) - Jared Cade.
- Agatha Christie Country (1998), D. Gerrard.
- Le dernier crime d'Agatha Christie (1998), Christopher Carter.
- Life and Crimes of Agatha Christie (1999), Charles Osborne
- Homenaje a Agatha Christie: El Caso del Collar (1999), Francisco Cancino Cuevas.
- Agatha Christie: A Reader's Checklist and Reference Guide (Checkerbee Checklist) (1999), ?.
- Agatha Christie und der Orient. Kriminalistik und Archaologie (1999), Charlotte Trumpler.
- The World of Agatha Christie: The Facts and Fiction Behin the World's Greatest Crime Writer (1999), Martin Fido. - Het leven en werk van Miss Marple (200?)
- Agatha Christie A to Z - The Essential Reference to Her Life and Writings (1996), Dawn B. Sova.
- The Getaway Guide to Agatha Christie's England (Getaway Guides) (1999), Judith Hurdle.
- Agatha Christie, Woman of Mystery (2000), Tricia Hedge & John Escott.
- The Complete Agatha Christie (2000), Bunson.
- Who Killed Roger Ackroyd?: The Mystery Behind the Agatha Christie Mystery (2000), Pierre Bayard.
- The Complete Christie: An Agatha Christie Encyclopedia (2000), Matthew Bunson.
- From Agatha Christie to Ruth Rendell: British Woman Writers in Detective and Crime Fiction (2000), Susan Rowland.
- Who's Afraid of Agatha Christie and Other Stories (2000), Ahmad Ibrahim Faqih (Ahmed Fagih).
- The 8:55 to Baghdad: From London to Iraq on the Trail of Agatha Christie and the Orient Express (200?), Andrew Eames.
- Agatha Christie (Bloom's Modern Critical Views) (2001), Harold Bloom.
- Agatha Christie and Archeology (2001), ?.
- Who Killed Roger Ackroyd?: The Murderer Who Eluded Hercule Poirot and Deceived Agatha Christie (2001), Pierre Bayard.
- Agatha Christie's "The Mousetrap": A Study Guide from Gale's "Drama for Students" (2002), ?. DIGITAAL
- Agatha Christie's "Ten Little Niggers": A Study Guide from Gale's "Drama for Students" (2002), ?. DIGITAAL
- Everyman's Guide to the Mysteries of Agatha Christie (2004), Bruce Pendergast.
- Biography - Christie, Agatha (Mary Clarissa) (1890-1976): An article from: Contemporary Authors (2004), Gale Reference Team. DIGITAAL
- Agatha Christie (200?), Mark Campbell.
- Agatha Christie's Poirot - The Life and Times of Hercule Poirot (200?), Anne Hart. - Het leven en werk van Hercule Poirot (200?)
- Agatha Christie - A Reader's Companion (200?), Stephen Poole & Vanessa Wagstaff.
- The Finished Portrait (2006) - Andrew Norman.
- Agatha Christie: Investigating Femininity (2006), Merja Makinen.
- Agatha Christie: An English mystery (2007), Laura Thompson.

## Boeken waarin het personage Agatha Christie voorkomt
- The London Blitz Murders (2004), Max Allan Collins

## Boektitel geïnspireerd op Agatha Christie
- The Christie Caper (1991), Carolyn G. Hart, Tevens opgedragen aan Agatha Christie.

## Boeken over het leven en werk van Agatha Christie - Nederlandse auteurs en vertalingen
Nederland
- 2006 - Agatha Christie, Roel Jonker (AO-serie) - ISBN  9789085874379.
- 2007 - Agatha Christie: de biografie, Laura Thompson (Vert. Carla Benink) - ISBN 978-90-218-0054-7.

## Stripboeken
1. 1995 - Le Crime de l'Orient-Express - Moord op de Orient Express (1995)
2. 1995 - Mister Brown - L'adversaire secret - De geheime tegenstander (1996)
3. 1996 - Mort sur le Nil - Moord op de Nijl (1996)
4. 1996 - Dix petits nègres - Tien kleine negertjes (1996)
5. 1997 - La nuit qui ne finit pas - De eindeloze nacht (1997)
6. 2002 - Le Secret de Chimneys
7. 2004 - Le Crime du Golf
8. 2004 - Le Meurtre de Roger Ackroyd
9. 2005 - L'Affaire Protheroe
10. ???? - L'homme au complet marron
11. 2005 - Meurtre en Mésopotamie
12. 2006 - Le Train Bleu
13. 2006 - Les Quatre
14. 2006 - Témoin indésirable

### Stripboek waarin het karakter Agatha Christie voorkomt
- 1993 - Bezette Stad 
Deel 1: Cedrus, deel 2: Samen Alleen.
- 2009 - Franka: De witte godin

## Computer- en VHS-spellen
- 1983 - Behind the Screen VHS
- 2005 - And Then There Were None
- 2006 - Murder on the Orient Express

## GSM-boeken
- 2006 - The Mysterious Affair at Styles